# مذبحة عكا 1191
مذبحة عكا وقعت خلال الحملة الصليبية الثالثة بعد سقوط عكا عندما كان لدى ريتشارد الأول ملك إنكلترا أكثر من ألفي اسير من جنود ومدنيين مسلمين من المدينة التي استولى عليها وقُتِلوا أمام جيوش صلاح الدين الأيوبي في 20 أغسطس 1191 الذي فشل في مساعدتهم. وعلى الرغم من هجمات القوات الإسلامية خلال عمليات القتل، المسيحيين الصليبيين كانوا قادرين على التراجع في حالة جيدة.

## مجزرة
بعد سقوط عكا، ريتشارد أراد أن يتبادل عدد كبير من أسرى المسلمين من المدينة في مقابل الصليب الحقيقي وفدية كبيرة و المسيحيين المحتجزين من قبل صلاح الدين الأيوبي.
ومع ذلك، فإن قائد المسلم ماطل لأنه كان يأمل أن يصل إليه جيش مسلم جديد ويساعد في استعادة السيطرة على عكا. عندما ريتشارد طالب بالإفراج عن قائمة من المسيحيين المحتجزين عند المسلمين صلاح الدين الأيوبي رفض ذلك. أدرك الملك الإنجليزي أنه كان يتم المماطلة معه لذلك طالب بأن يتم دفع فدية وتبادل للأسرى في غضون شهر واحد.
عندما لم يتم الوفاء بالموعد النهائي، أمر ريتشارد الأول الغاضب بإحضار جميع السجناء من عكا إلى تلة صغيرة تدعى العياضية. هناك على مرأى ومسمع من الجيش المسلم ومقار صلاح الدين الميدانية، حوالي 3000 الجنود من الرجال والنساء والأطفال من المدينة (بحسب المصادر الإسلامية) أعدموا بالسيف. على الرغم من أن المصادر المسيحية لا تذكر أي أشخاص من غير المقاتلين، إلا أن ريتشارد الأول قدر القتلى بحوالي 2600 أسير.
وأصبحت أجزاء من الجيش الإسلامي غاضبة جدا من أعمال القتل التي حاولوا توجيه غضبهم إلى الخطوط الصليبية، لكنهم تعرضوا للضرب مرة أخرى بشكل متكرر، مما سمح لريتشارد الأول وقواته بالتراجع في حالة جيدة.